# 八戸市立市民病院
八戸市立市民病院（はちのへしりつしみんびょういん）は、青森県八戸市にある医療機関。八戸市立市民病院事業の設置及び経営の基本に関する条例（昭和41年12月26日条例第57号）に基づき設置された市立の病院である。八戸市民からは「市民病院」と呼ばれている。
県内各地方の一次医療圏・二次医療圏に対し、八戸市立市民病院と県庁所在地である青森市の青森県立中央病院が救命救急センターを擁する二次医療圏の中核病院としてカバーし、最終的に弘前大学医学部附属病院が高度救命救急センターを擁する三次医療圏の中核病院としてカバーするという体制になっている（総合周産期母子医療については青森県立中央病院が頂点となる）。また、八戸圏域内では八戸市立市民病院・八戸赤十字病院・青森労災病院の三大病院が相互補完する体制になっている。

## 沿革
- 1958年11月 青森県厚生農業協同組合連合会経営の三八城病院（みやぎびょういん[7][8]）を買収し、市民病院として発足する。当時は現在の長者まつりんぐ広場に存在した。
- 1962年9月 第一期拡張工事が完成する。
- 1965年7月 第二期拡張工事が完成。総合病院に指定される。
- 1968年8月 第三期拡張工事が完成する。
- 1974年9月 放射線同位元素治療棟工事が完成する。
- 1978年1月 研究宿舎棟の建設工事が完成する。
- 1979年3月 手術棟の建設工事が完成する。防災設備第一期工事（スプリンクラー）が完成する。
- 1979年9月 防災設備第二期工事（スプリンクラー）が完成する。
- 1979年10月 医事業務の電算化を実施する。
- 1980年10月 薬局棟の増築および外来ホールの拡張工事が完成する。
- 1997年8月29日 地域災害拠点病院に指定される[9]。
- 1997年9月 常泉下の旧院から現在地に移転し、開院[10]。
- 2009年3月 国内15番目のドクターヘリ基地病院として運航を開始する。
- 2010年3月 ドクターカーを配備し、八戸広域市町村圏事務組合管内での運用を開始する。
- 2012年10月 ドクターヘリ事業が青森県立中央病院との共同運航体制から2機相互協力運航体制になる。

## 診療科
- 消化器内科
- 消化器内視鏡科
- 化学療法科
- 循環器内科
- 呼吸器内科
- 腎臓内科
- 内分泌糖尿病科・内科
- 神経内科
- 小児科
- 外科
- 小児外科
- 形成外科
- 脳神経外科
- 心臓血管外科
- 整形外科
- リハビリテーション科
- 皮膚科
- 泌尿器科
- 産科
- 婦人科
- 耳鼻咽喉科
- 眼科
- 精神神経科
- 麻酔科
- 放射線科
- 歯科口腔外科

## 病院機能
- 救命救急センター
- がん診療連携拠点病院
- 地域周産期母子医療センター
- エイズ治療拠点病院
- 地域医療支援病院
- 臨床研修指定病院
- 地域災害拠点病院[9]

## 金融機関
- ATMコーナー
  - 正面玄関
    - 青森銀行類家支店八戸市民病院出張所ATMコーナー[11][12]。

  - 中央棟
    - みちのく銀行田向支店八戸市民病院出張所
    - 青い森信用金庫南類家支店八戸市立市民病院出張所
    - 東北労働金庫八戸支店八戸市民病院共同出張所

## 交通機関
- 八戸市営バス・南部バス・十和田観光電鉄
  - 「市民病院」バス停下車